# Европейски път E50
Европейски път E50 преминава през територията на Франция, Германия, Чехия, Словакия, Украйна и Русия, от френския град Брест до руския Махачкала.

## Маршрут
Дължината на маршрута е около 6000 km.